# Wichita Mid-Continent Airport

i7
i11
i13
Der Wichita Dwight D. Eisenhower National Airport (ehemals Wichita Mid-Continent Airport, IATA-Code: ICT, ICAO-Code: KICT) ist ein kommerzieller Flughafen. Er liegt im Südwesten von Wichita im Sedgwick County im Bundesstaat Kansas in den Vereinigten Staaten und ist der größte Flughafen in Kansas.

## Geschichte
Der Wichita Mid Continent Airport wurde im Jahr 1951 von der United States Air Force als Militärbasis konzipiert. Die Air Force beabsichtigte, den „Wichita Municipal Airport“ zu erwerben und dort die McConnell Air Force Base einzurichten. Das Verfahren ging vor Gericht. Wichitas Park Board erwarb jedoch zügig 1923 acres (7,8 km²) Land im Südwesten von Wichita, und der Bau des neuen „Wichita Municipal Airport“ war nach etwa 3,5 Jahren abgeschlossen. Der neue Flughafen wurde am 31. Oktober 1954 eingeweiht. Im Jahr 1973 erhielt er den neuen Namen Wichita Mid-Continent Flughafen, nachdem Kansas City seinen Mid-Continent Airport zum Flughafen Kansas City International Airport umbenannt hatte.
Am 26. Januar 2015 wurde der Flughafen nach Dwight D. Eisenhower in Wichita Dwight D. Eisenhower National Airport  umbenannt. Am 3. Juni 2015 wurde ein neues Passagierterminal mit zwei Stockwerken sowie zwölf Flugsteigen und Fluggastbrücken eröffnet. Im Anschluss wurden die beiden Concourses des alten Passagierterminals abgerissen, bevor im April 2019 mit dem Abriss des Hauptgebäudes begonnen wurde.

## Lage und Verkehrsanbindung
Der Wichita Dwight D. Eisenhower National Airport befindet sich neun Kilometer südwestlich des Stadtzentrums von Wichita. Nördlich des Flughafens verlaufen die U.S. Highways 54 sowie 400 und kreuzen die östlich des Flughafens verlaufende Interstate 235. Der Wichita Dwight D. Eisenhower National Airport ist nicht in den öffentlichen Personennahverkehr eingebunden, Passagiere müssen auf Mietwagen, Taxis und ähnliche Angebote zurückgreifen.

## IATA-Flughafencode
Der IATA-Flughafencode ICT des Flughafens ist eigentlich die Abkürzung für Wichita. Zu jenem Zeitpunkt hatte die Federal Communications Commission verboten, Flughäfen mit einem auf „K“ (also z. B. Kansas International, KIN) oder „W“ (z. B. Wichita International, WIN) beginnenden Rufzeichen zu betreiben. Die Benennungskonvention sah dafür vor, dass stattdessen der zweite Buchstabe des Ortsnamens zusammen mit einer phonetisch verständlichen Erweiterung verwendet werden sollte, um die Verständlichkeit im Sprechfunk zu optimieren. Aus ähnlichen Gründen konnte Kansas City sich auch nicht als KCI bezeichnen, als im Jahr 1972 der Mid-Continent International Airport zum Kansas City International Airport umbenannt wurde.

## Fluggesellschaften und Ziele
Der Wichita Dwight D. Eisenhower National Airport wird von Allegiant Air, American Airlines/American Eagle, Delta Air Lines/Delta Connection, Horizon Air im Auftrag von Alaska Airlines, Southwest Airlines und United Airlines/United Express genutzt. Es werden 17 verschiedene Flughäfen angeflogen, darunter vor allem die wichtigen Drehkreuze der einzelnen Fluggesellschaften. Zum Teil werden die Verbindungen nur saisonal angeboten. Internationale Linienflüge bestehen nicht.
Im Jahr 2024 hatte American Airlines einschließlich American Eagle mit 30,38 Prozent den höchsten Marktanteil bei den Passagieren, gefolgt von United Airlines einschließlich United Express mit 25,21 Prozent, Southwest Airlines mit 21,42 Prozent und Delta Air Lines einschließlich Delta Connection mit 14,71 Prozent.

## Verkehrszahlen
| Jahr | Fluggastaufkommen | Luftfracht (Tonnen) | Flugbewegungen |
| ---- | ----------------- | ------------------- | -------------- |
| 2024 | 1.809.142         | 20.982              | 117.671        |
| 2023 | 1.721.990         | 24.102              | 114.293        |
| 2022 | 1.534.965         | 27.339              | 109.448        |
| 2021 | 1.285.070         | 28.373              | 94.599         |
| 2020 | 787.019           | 26.035              | 82.924         |
| 2019 | 1.749.906         | 26.142              | 105.465        |
| 2018 | 1.665.116         | 24.657              | 105.179        |
| 2017 | 1.620.240         | 23.003              | 111.581        |
| 2016 | 1.602.311         | 22.801              | 115.402        |
| 2015 | 1.571.348         | 23.380              | 117.867        |
| 2014 | 1.533.669         | 23.229              | 133.198        |
| 2013 | 1.505.514         | 22.011              | 149.377        |
| 2012 | 1.509.206         | 21.099              | 165.035        |
| 2011 | 1.536.354         | 21.894              | 153.320        |
| 2010 | 1.549.395         | 23.443              | 146.417        |
| 2009 | 1.505.607         | 23.580              | 145.691        |
| 2008 | 1.619.075         | 30.091              | 167.419        |
| 2007 | 1.596.229         | 32.320              | 157.654        |
| 2006 | 1.460.331         | 35.440              | 178.925        |
| 2005 | 1.486.590         | 35.203              | 176.554        |
| 2004 | 1.498.749         | 33.908              | 176.089        |
| 2003 | 1.431.610         | 30.644              | 184.015        |
| 2002 | 1.337.270         | 32.142              | 204.007        |
| 2001 | 1.129.381         | 24.569              | 216.652        |
| 2000 | 1.227.083         | 25.654              | 218.225        |
| 1999 | 1.248.329         | 27.065              | 218.088        |

### Verkehrsreichste Strecken
| Rang | Stadt                           | Passagiere | Fluggesellschaft     |
| ---- | ------------------------------- | ---------- | -------------------- |
| 01   | Dallas/Fort Worth, Texas        | 180.430    | American             |
| 02   | Denver, Colorado                | 170.840    | Southwest, United    |
| 03   | Atlanta, Georgia                | 107.410    | Delta                |
| 04   | Chicago–O’Hare, Illinois        | 105.530    | American, United     |
| 05   | St. Louis, Missouri             | 68.510     | Southwest            |
| 06   | Houston–Intercontinental, Texas | 59.610     | United               |
| 07   | Las Vegas, Nevada               | 54.230     | Allegiant, Southwest |
| 08   | Phoenix–Sky Harbor, Arizona     | 32.690     | American, Southwest  |
| 09   | Minneapolis, Minnesota          | 21.760     | Delta                |
| 10   | Seattle, Washington             | 20.580     | Alaska               |